# ییرژی دوپیتا
ییرژی دوپیتا (انگلیسی: Jiří Dopita؛ زادهٔ ۲ دسامبر ۱۹۶۸) بازیکن هاکی روی یخ اهل جمهوری چک بود.
از باشگاه‌هایی که در آن بازی کرده‌است می‌توان به ادمونتون اویلرز و فیلادلفیا فلایرز اشاره کرد.